# 맥스 브라운
맥스 브라운(Max Brown, 1981년 2월 10일 ~ )은 잉글랜드의 배우이다. 2012년 드라마 《미녀와 야수》의 에번 마크스 역으로 잘 알려져 있다.